# Окаймлённая сухопутная черепаха
Окаймлённая сухопутная черепаха, или окаймлённая черепаха, или сухопутная зубчатая черепаха (лат. Testudo marginata), — вид европейских сухопутных черепах.

## Описание
Крупная наземная черепаха с длиной карапакса до 35 см. Панцирь некоторых экземпляров отличается чёрной окраской, при этом на щитках обычно есть жёлтые пятна. Задние краевые щитки карапакса расширены и направлены назад, образуя широкий зубчатый край.

## Распространение и среда обитания
Встречается на юге Греции и на острове Сардиния.
Обитает на сухих склонах предгорий с зарослями кустарника.

## Питание
Питается растительной пищей, охотно ест плоды и листья инжира.

## Размножение
Спаривание обычно происходит в марте, беременность длится от 60 до 150 суток. Откладка яиц происходит в мае, июне и августе. В кладке до 18 яиц.

## Подвиды
- Testudo marginata marginata — обитает на юге Греции.
- Testudo marginata sarda — обитает на Сардинии.

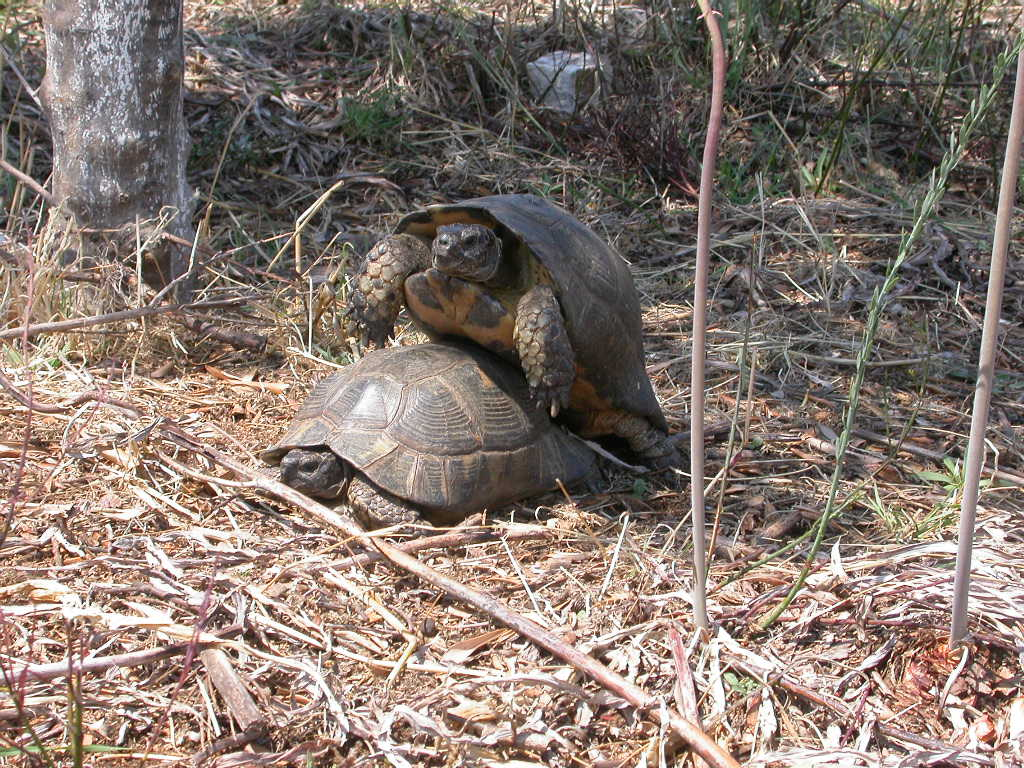
Testudo marginata marginata
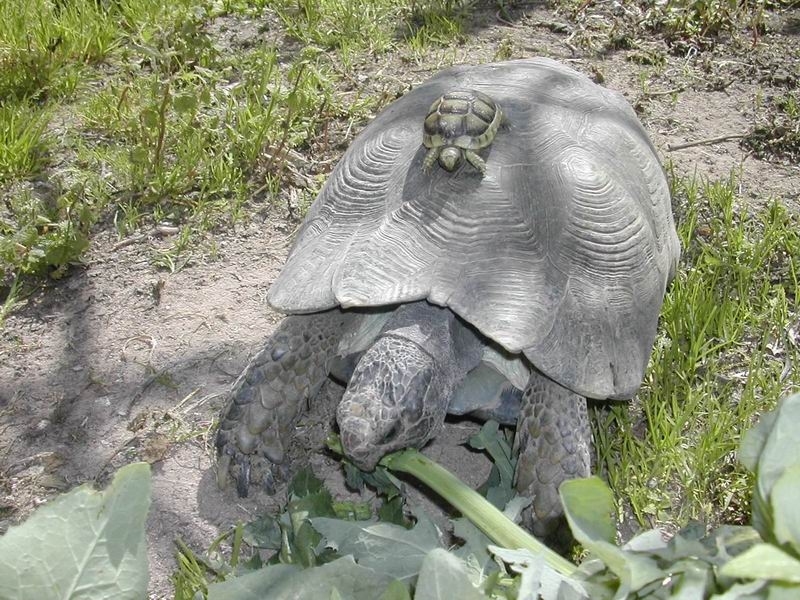
Testudo marginata sarda

## Окаймлённая сухопутная черепаха и человек
Численность местами сокращается из-за чрезмерного отлова и разрушения мест обитания.

## Содержание в неволе
Окаймлённых черепах содержат в сухих террариумах. Температура — 25—32°С днём и на 5—7°С ниже ночью. В зимнее время этим черепахам необходима зимовка при температуре около 10 °C и влажности воздуха до 80 %. Инкубация яиц при температуре 25 °C длится 80—83 дня, при 30°С — 74 дня.

## Появление на свет окаймлённой черепахи

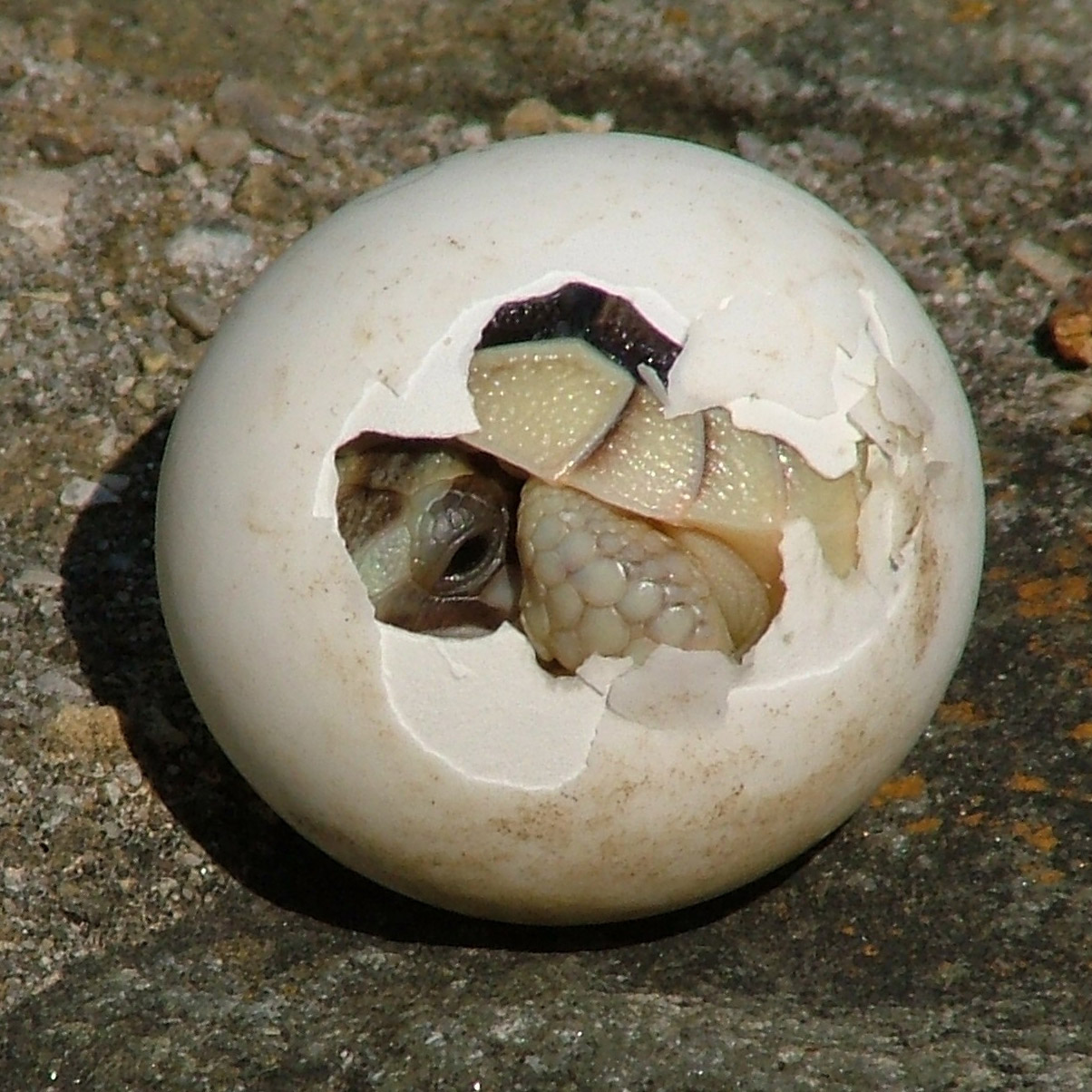
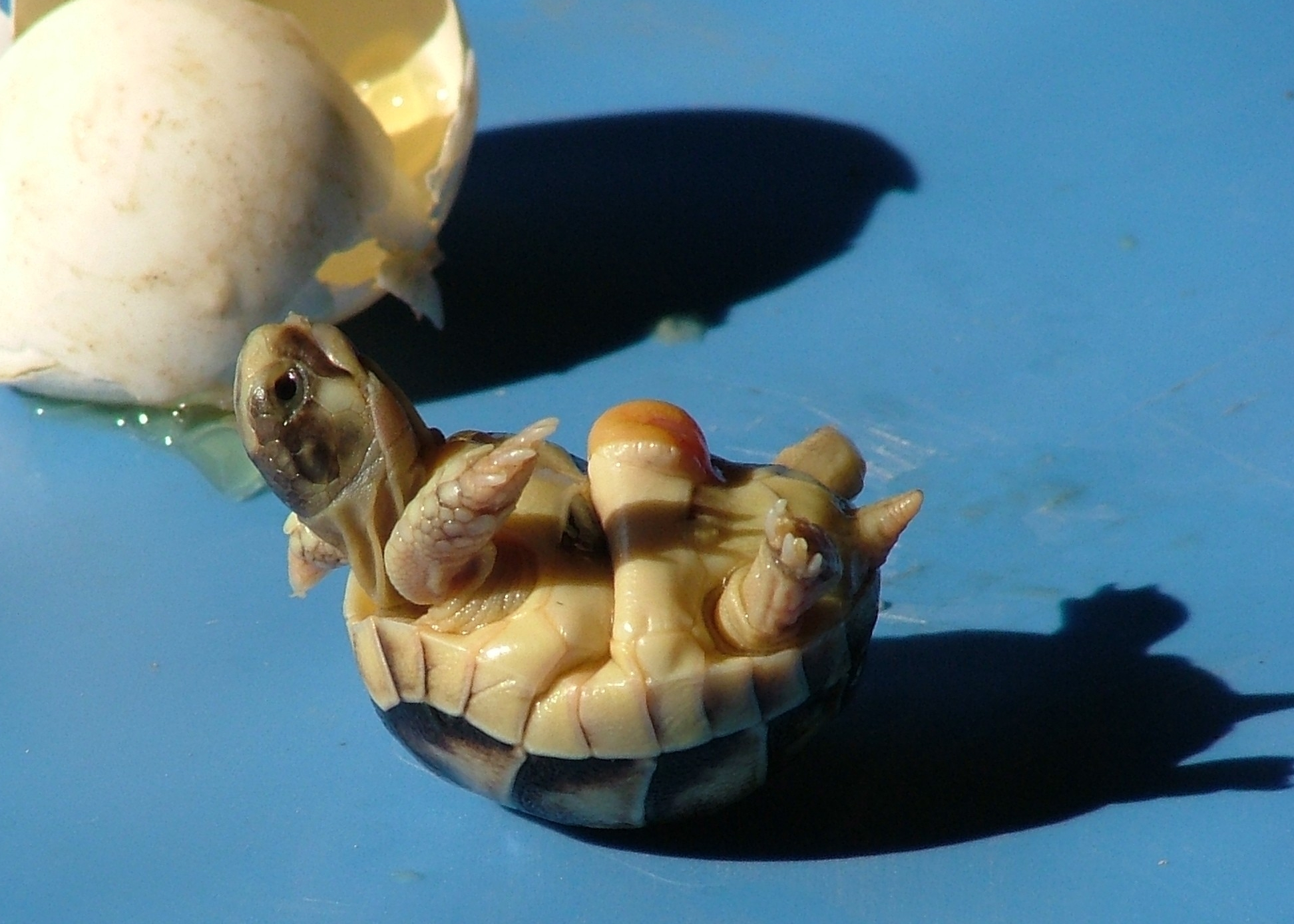
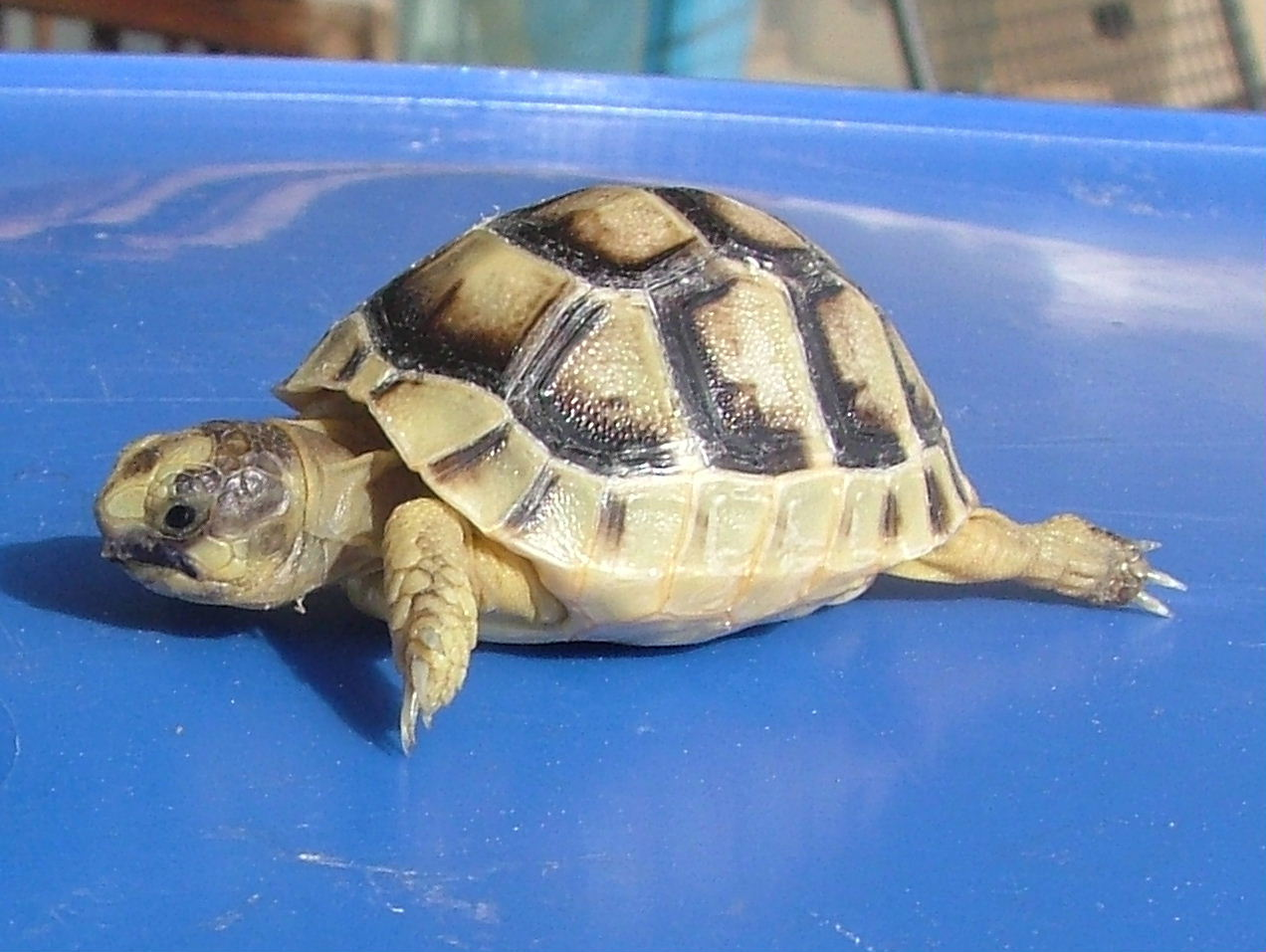
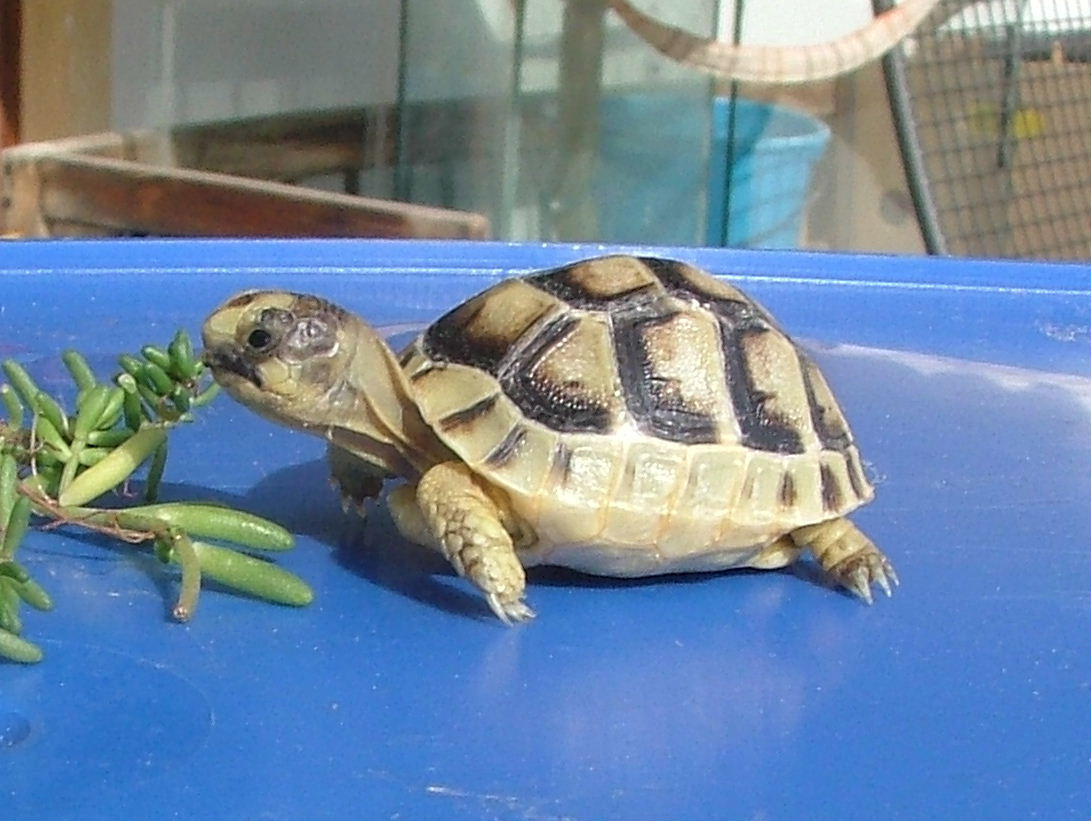